# Kroatische Nationale Bank
De Kroatische Nationale Bank (Kroatisch: Hrvatska narodna banka (HNB), voorheen Narodna banka Hrvatske (NBH)) is de centrale bank van Kroatië.
De bank werd eind 1990 krachtens de grondwet van Kroatië ingesteld en is gevestigd aan het Trg Burze in het centrum van Zagreb. Deze bank behoort tot het Europees Stelsel van Centrale Banken, maar staat buiten het eurosysteem.
Aan het hoofd van de bank staat de governeur (Kroatisch: guverner). De vorige gouverneur is Željko Rohatinski, de huidige is Boris Vujčić.

## Gouverneurs
- Ante Čičin-Šain (augustus 1990 – mei 1992)
- Pero Jurković (juni 1992 – februari 1996)
- Marko Škreb (maart 1996 – juli 2000)
- Željko Rohatinski (juli 2000 – juli 2012)
- Boris Vujčić (juli 2012 - heden)